# Ундерширээт
Ундерширээт (монг. Өндөрширээт) — сомон аймака Туве, Монголия. Основан в 1929 году под названием Ундурхаан.
Центр сомона — Байшинт находится в 216 километрах от города Зуунмод и в 182 километрах от столицы страны — Улан-Батора.
Есть дома отдыха, школа, больница.

## География
На территории сомона протекают реки как Туул, Муурс, Ар Овер Шанд, местность в основном горная. Водятся волки, лисы, косули, барсуки, корсаки, зайцы.
Климат резко континентальный. Средняя температура января -22°С, июля +17°С. В год в среднем выпадает 100-200 мм осадков.
Имеются богатые запасы железной руды, известняка, строительного сырья.